# 宇喜田公園

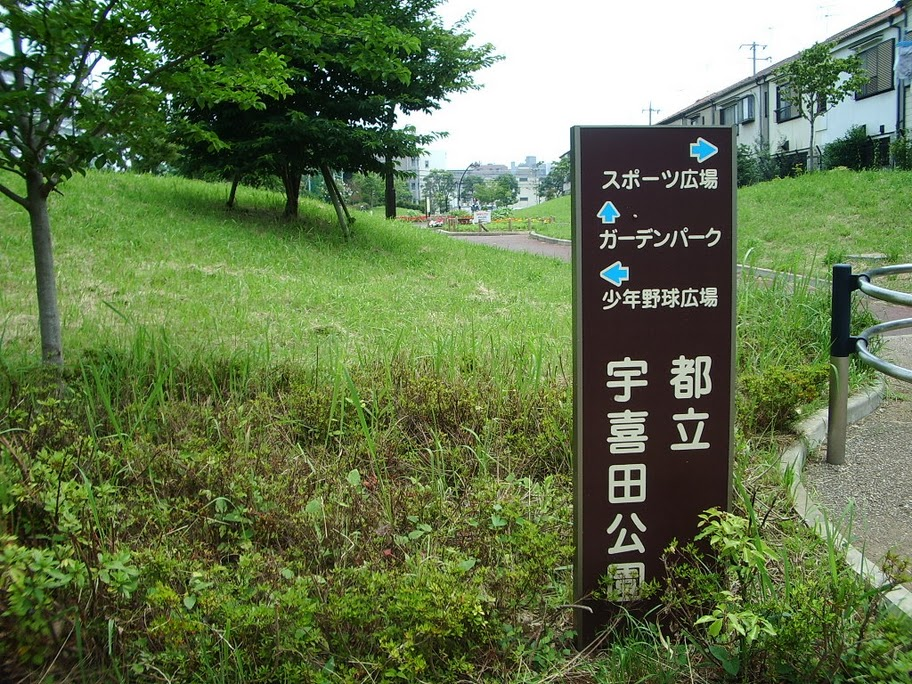
入口

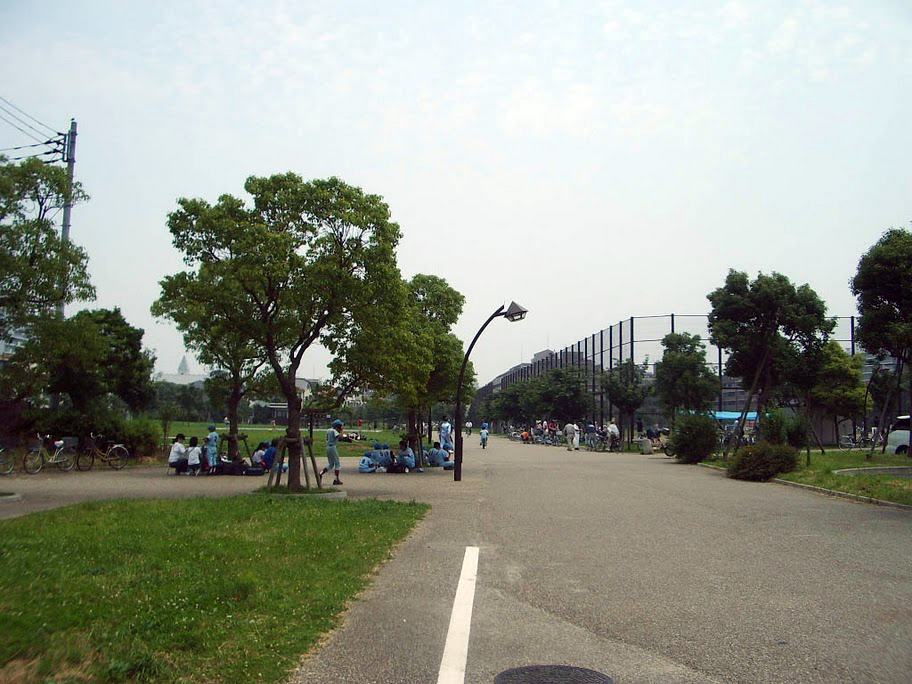
多目的広場（右奥）

宇喜田公園（うきたこうえん）は、東京都江戸川区宇喜田町および北葛西にある都立公園である。江戸川区立行船公園に隣接しており、スポーツ広場や野球場、フラワープロムナードなどからなる。地元の人の憩いの場となっている。公園は現在も整備中で、今後も拡張が予定されている。

## 歴史
- 1957年（昭和32年）12月21日 - 都市計画決定
- 1976年 - 事業認可
- 2002年（平成14年）4月1日 - 開園

## 主な施設
- スポーツ広場
- 野球場
- フラワープロムナード

ほかに災害時の防災拠点としても活用されるよう、防災設備もある。

## 近隣施設
- 行船公園（隣接）

## アクセスなど
- 東京メトロ東西線・西葛西駅より徒歩13分、都営新宿線・船堀駅より徒歩15分。両駅より都営バス利用の場合は以下の停留所が最寄りになる。
  - 西葛26系統で行船公園停留所
  - 臨海22系統で区立自然動物園停留所
  - 新小21系統で北葛西2丁目停留所
- 開園時間:常時開園。
- 駐車場:あり（有料）
- 料金:入園は無料。他にスポーツ広場や野球場の利用に関しては、公園事務所に問い合わせのこと。